# Ford Sierra
Ford Sierra är en bilmodell från Ford som började produceras i slutet av 1982 som årsmodell 1983. Den ersatte Ford Taunus och Ford Cortina år 1983. 
Dess föregångare Taunus och Cortina skiljer sig åt genom att Cortina tillverkades i Storbritannien medan Taunus tillverkades i Tyskland. I övrigt var de identiska bilar som bara hade olika namn. Då Sierran introducerades blev namnet detsamma - oavsett land - då Sierra tillverkades i både Tyskland och Storbritannien, dock efter domstolsutlåtande då Dutton Cars redan tillverkade bilar med namnet Sierra. De Sierra som såldes i Sverige var oftast tillverkade i Tyskland. Sedanversionen kallades Ford Sapphire i Storbritannien och i Sydafrika.
Sierra var Fords första modernt strömlinjeformade bil, och kom först i tre- och femdörrars halvkombiversioner (Kombi-sedan sa Ford), och en helkombi. Dessvärre hade man inte lyckats med att få stabilitet i bilen, så en uppdaterad version av Sierra kom 1984, med diverse små aerodynamiska förbättringar.
Under den modernare karossen var mycket av tekniken hämtad från den sista Taunus-modellen, bland annat motorn. Växellådan var till de mindre motorerna 4-växlad som standard men en 5-växlad fanns som tillval. Bakaxeln fick också individuell upphängning i stället för den stela axel som använts tidigare. Det gav bättre komfort, men osäkrare vägegenskaper vid halka. 
I Sverige såldes Sierra med 2,0 liters motor (101 hk) som standard, kallad 2,0 OHC och 5-växlad låda. I andra länder såldes den även med 1,3-, 1,6- och 1,8-liters motorer. Det fanns också en 2,0-liters motor med insprutning och 115 hk på den svenska marknaden. En sportigare modell var XR4i, med en särskild tredörrars kaross (med bakersta sidorutan från femdörrarsmodellen) och ett tak som var unikt för just denna modell, men den fanns även i femdörrars halvkombi-utförande. XR4i hade en uppseendeväckande bakre vinge, och var försedd med 2,8-liters V6 på 151 hk. XR4i såldes även som fyrhjulsdriven (XR4i-4X4) och i USA under namnet Mercur XR4i. Under 1988 tillkom 2,9-liters V6 (146 hk), och en ny fyrcylindrig DOHC-motor, med 8 ventiler och 120 hk. Sierra kunde också fås med fyrhjulsdrift i basmodellerna från 1989 till 1993.
Bilen förändrades 1984 och fick bredare lyktor och större bagageutrymme. 1987 förändrades bilen väsentligt och fyrdörrars sedanen tillkom. Utseendet på bilen uppdaterades då med större strålkastare och en annan grill, så att den liknade den större Scorpio. Samtidigt fick bilarna med manuell växellåda en kortare växelspak och tydligare växellägen. Den gamla 2-litersmotorn som hade följt med från Taunus och Pinto ersattes med en ny motor med dubbla överliggande kamaxlar (dock fortfarande bara 2 ventiler per cylinder). 1993 såldes den sista Sierran och ersattes av Ford Mondeo.

## Versioner

### RS Cosworth
Ford tävlade i standardbilsracing med Sierra XR4, men bilen kunde inte konkurrera med Rover Vitesse och Volvo 242 Turbo. Därför utvecklades RS Cosworth. Bilen fick en vidareutvecklad turbomotor, med ett nytt cylinderhuvud från Cosworth, med dubbla överliggande kamaxlar och fyra ventiler per cylinder. Bilen hade tredörrars halvkombi-kaross och ett iögonfallande spoilerpaket. Halvkombin byggdes i 5 042 exemplar.
I samband med uppdateringen hösten 1987 fick RS Cosworth den nya sedan-karossen. Bilen fick mer diskreta spoilers och en allmänt elegantare framtoning, särskilt jämfört med den ganska vilda halvkombin. Modellen byggdes i ytterligare 13 140 exemplar.

### RS500
De sista 500 halvkombibilarna användes för homologering av effektivare aerodynamiska hjälpmedel och en kraftigare motor. Med RS500 blev Ford världsmästare i World Touring Car Championship 1987.

### RS Cosworth 4x4
Sedan Grupp B-bilarna bannlysts från rally-VM efter 1986 behövde Ford en ny rallybil efter RS200:n. Sierran fanns redan i fyrhjulsdrivet utförande. Genom att förse bilen med turbomotorn från RS500 fick Ford snabbt fram en ersättare. RS Cosworth 4x4 vann aldrig rally-VM, men var mycket framgångsrik i många nationella mästerskap och såldes i hela 12 250 exemplar.
| Modell          | Årsmodell | Motor                   | Cylindervolym | Effekt | Bränslesystem             |
| --------------- | --------- | ----------------------- | ------------- | ------ | ------------------------- |
| RS Cosworth     | 1986–1991 | 4-cyl radmotor DOHC 16v | 1993 cm³      | 204 hk | Bränsleinsprutning, turbo |
| RS500           | 1987      | 4-cyl radmotor DOHC 16v | 1993 cm³      | 224 hk | Bränsleinsprutning, turbo |
| RS Cosworth 4x4 | 1990–1992 | 4-cyl radmotor DOHC 16v | 1993 cm³      | 224 hk | Bränsleinsprutning, turbo |

## Motoralternativ
| Modell | Årsmodell | Motor                  | Cylindervolym | Effekt | Vridmoment | Bränslesystem      |
| ------ | --------- | ---------------------- | ------------- | ------ | ---------- | ------------------ |
| 1.3    | 1983–1987 | 4-cyl radmotor OHV 8V  | 1294 cm³      | 60 hk  | 98 Nm      | Förgasare          |
| 1.6    | 1983–1984 | 4-cyl radmotor SOHC 8V | 1593 cm³      | 75 hk  | 108 Nm     | Förgasare          |
| 1.6    | 1985–1989 | 4-cyl radmotor SOHC 8V | 1597 cm³      | 75 hk  | 121 Nm     | Förgasare          |
| 1.6i   | 1990–1993 | 4-cyl radmotor SOHC 8V | 1598 cm³      | 80 hk  | 121 Nm     | Bränsleinsprutning |
| 1.8    | 1985–1989 | 4-cyl radmotor SOHC 8V | 1796 cm³      | 90 hk  | 137 Nm     | Förgasare          |
| 2.0    | 1983–1989 | 4-cyl radmotor SOHC 8V | 1993 cm³      | 105 hk | 154 Nm     | Förgasare          |
| 2.0    | 1983–1984 | V6-motor CIH 12V       | 1998 cm³      | 90 hk  | 147 Nm     | Förgasare          |
| 2.0i   | 1986–1993 | 4-cyl radmotor SOHC 8V | 1993 cm³      | 115 hk | 157 Nm     | Bränsleinsprutning |
| 2.0i   | 1987–1993 | 4-cyl radmotor DOHC 8V | 1998 cm³      | 120 hk | 171 Nm     | Bränsleinsprutning |
| 2.0    | 1987–1990 | 4-cyl radmotor DOHC 8V | 1998 cm³      | 109 hk | 168 Nm     | Förgasare          |
| 2.3    | 1983–1984 | V6-motor CIH 12V       | 2294 cm³      | 114 hk | 172 Nm     | Förgasare          |
| 2.8i   | 1983–1988 | V6-motor CIH 12V       | 2792 cm³      | 150 hk | 212 Nm     | Bränsleinsprutning |
| 2.9i   | 1989–1993 | V6-motor OHV 12V       | 2933 cm³      | 145 hk | 228 Nm     | Bränsleinsprutning |
| 1.8 TD | 1990–1993 | 4-cyl radmotor SOHC 8V | 1753 cm³      | 75 hk  | 149 Nm     | Turbodiesel        |
| 2.3 D  | 1983–1989 | 4-cyl radmotor OHV 8V  | 2304 cm³      | 67 hk  | 139 Nm     | Diesel             |

## Bilder

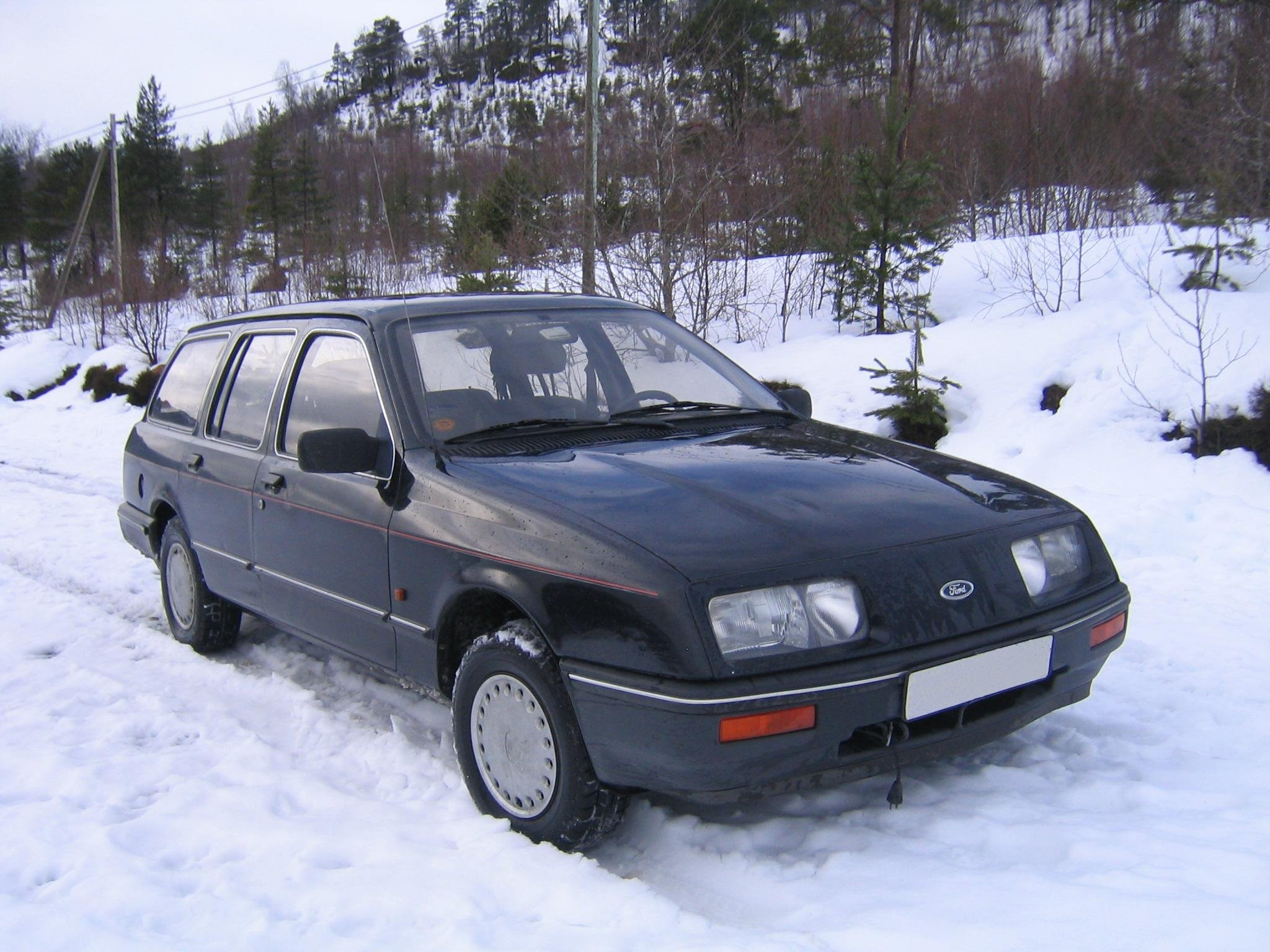
Ford Sierra 2,0L kombivagn 1985
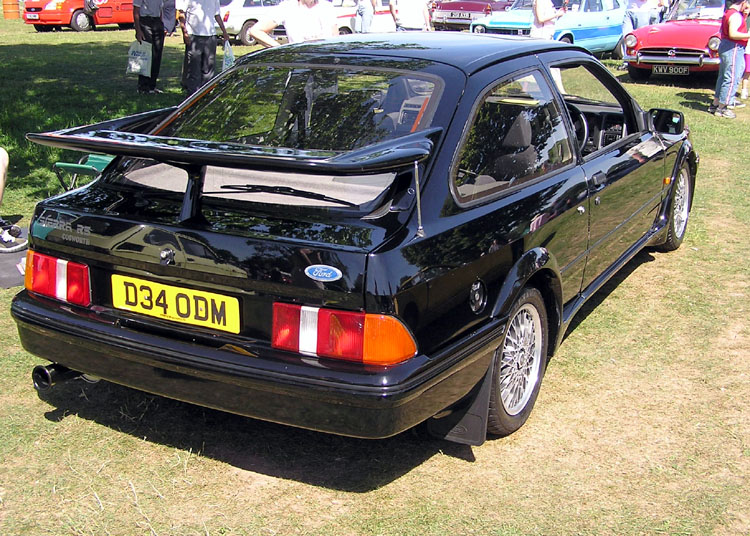
Ford Sierra RS Cosworth
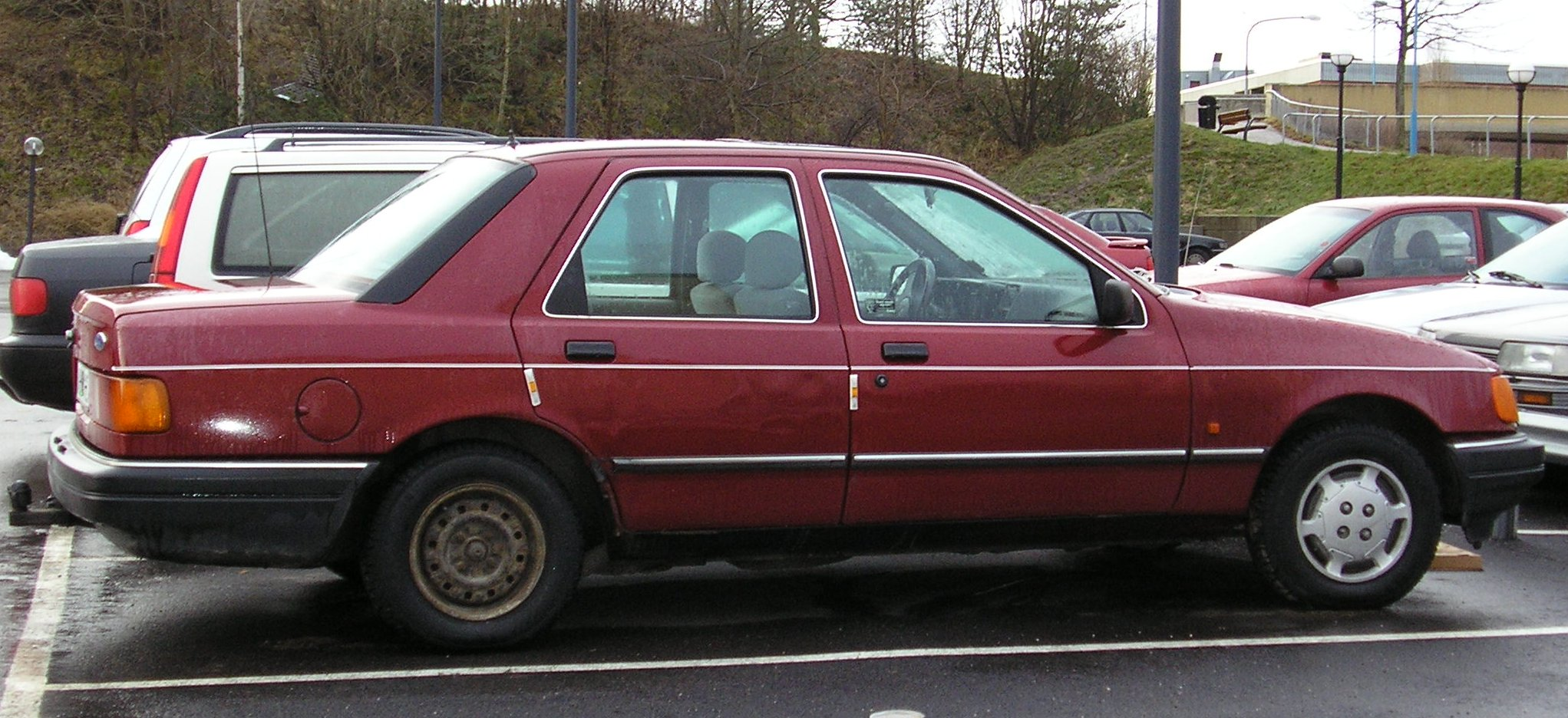
Ford Sierra sedan 1989